# Mirosław Hermaszewski
General Mirosław Hermaszewski (født 15. september 1941 og opvokset i Wrocław, død 12. december 2022) var den første polak i rummet.